# Trichoglossum rasum
Trichoglossum rasum är en svampart som beskrevs av Pat. 1909. Trichoglossum rasum ingår i släktet Trichoglossum och familjen Geoglossaceae.   Inga underarter finns listade i Catalogue of Life.